# Tadanobu Asano
Pour les articles homonymes, voir Asano.
Tadanobu Satō (佐藤 忠信, Satō Tadanobu), plus connu sous son nom de scène Tadanobu Asano (浅野 忠信, Asano Tadanobu), est un acteur japonais né le 27 novembre 1973 à Yokohama (Japon).

## Biographie

### Vie familiale
Asano est le fils de l'artiste Yukihisa Satō (佐藤 幸久 Satō Yukihisa) et de Junko (順子). Son grand-père maternel était Willard Overing, un américain aux ancêtres norvégiens et néerlandais, mais il ne l'a jamais connu. Asano a un grand frère musicien Kujun Satō, né en 1971.
Marié en 1995 et divorcé à l'amiable en 2009 de la chanteuse J-Pop et actrice Chara après leur rencontre sur le film Picnic de Shunji Iwai, le couple a eu deux enfants, une fille, Sumire, née en 1995, et un garçon, Himi, né en 1999.

### Études
Lorsque Tadanobu Satō était lycéen, il devait tempérer l'enthousiasme de son père qui le voyait déjà acteur. Il préférait se concentrer sur ses études.

### À partir de 1990: Acteur de cinéma et musicien
Tadanobu Asano est brillant dans de multiples domaines (musique et cinéma) et il incarne le cinéma japonais contemporain dans la diversité des rôles qu'il a joué. Son style est remarquable par son impassibilité apparente (on dirait un comédien avec un masque du théâtre  Nô) mais la sobriété de ses expressions est en réalité d'une rare complexité, aux variations imperceptibles d'une subtilité rare, entre retenue et affleurement .
En 1990, il fait ses débuts au cinéma dans le film Swimming Upstream de Joji Matsuoka.
En 1999, il joue dans Tabou, le dernier film du très célèbre réalisateur Nagisa Oshima.
Il joue aussi pour les réalisateurs du cinéma japonais contemporain :
- Picnic de Shunji Iwai ;
- Gojoe, le pont vers l'Enfer (2000), Electric Dragon 80.000 V (2001) et Dead End Run (2003) de Sogo Ishii ;
- Distance de Hirokazu Kore-eda en 2001 ;
- Ichi the Killer de Takashi Miike en 2001 (etc.)

Il contribue en outre au dynamisme du cinéma asiatique en collaborant avec :
- le thaïlandais Pen-ek Ratanaruang dans Last Life in the Universe (2003) et dans Vagues invisibles (2006)[2];
- le taïwanais Hou Hsiao-hsien dans Café Lumière, film hommage à Ozu Yasujiro tourné au Japon;
- le russe Sergei Bodrov dans le rôle de Genghis Kan dans le film Mongol

Il est de plus guitariste dans Mach 1.67, groupe qu'il a formé avec le cinéaste Sogo Ishii.

## Filmographie sélective

### En tant qu'acteur

#### Cinéma

##### Années 1990
- 1990 : Swimming Upstream (Bataashi kingyo) de Jōji Matsuoka : Ushi
- 1991 : Waiting for the Flood (Aitsu) de Atsushi Kimura : Sadahito Iwata
- 1992 : Seishun dendekedekedeke, de Nobuhiko Ōbayashi : Seiichi Shirai
- 1993 : Nemuranai machi - Shinjuku zame de Yōjirō Takita ; Sajo
- 1994 : Quiet Days of Firemen (119) de Naoto Takenaka : Satoshi Matsushita
- 1995 : Yonshimai monogatari de Masahiro Honda : Akira Higuchi
- 1995 : Maborosi (幻の光, Maboroshi no hikari) de Hirokazu Kore-eda : Ikuo
- 1996 : Picnic (ピクニック, Pikunikku) de Shunji Iwai : Tsumuji
- 1996 : Helpless de Shinji Aoyama : Kenji Shiraishi
- 1996 : The Legend of Homo-Aquarellius (Acri), de Tatsuya Ishii : Hisoka
- 1996 : Swallowtail and Butterfly (Swallowtail) de Shunji Iwai : client au club
- 1996 : Focus de Satoshi Isaka : Kanemura
- 1997 : Le Labyrinthe des rêves (Yume no ginga) de Sogo Ishii : Tatsuo Niitaka
- 1997 : Tōkyō biyori de Naoto Takenaka
- 1998 : Love and Pop de Hideaki Anno : Capitaine XX
- 1998 : Screwed (Neji-shiki) de Teruo Ishii : Tsube
- 1998 : Shark Skin Man and Peach Hip Girl (Samehada otoko to momojiri onna) de Katsuhito Ishii : Kuroo Samehada
- 1999 : Away with Words (San tiao ren) de Christopher Doyle : Asano Takashi adulte
- 1999 : Gemini (Sōseiji) de Shin'ya Tsukamoto : le vengeur à l'épée
- 1999 : Hakuchi, l'idiote (Hakuchi) de Makoto Tezuka : Isawa
- 1999 : One Step on a Mine, It's All Over (Jirai wo fundara sayōnara) de Sho Igarashi : Taizo Ichinose
- 1999 : Tabou (Gohatto) de Nagisa Ōshima : Samuraï Hyozo Tashiro

##### Années 2000
- 2000 : Gojoe, le pont vers l'Enfer (Gojoe reisenki) de Sogo Ishii : Shanao
- 2000 : Kaza-hana (風花) de Shinji Sōmai : Sawaki
- 2000 : Party 7 de Katsuhito Ishii : Okita Souji
- 2001 : Electric Dragon 80.000 V de Sogo Ishii : Dragon Eye Morrison
- 2001 : Distance (ディスタンス, Disutansu) de Hirokazu Kore-eda : Sakata
- 2001 :  Ichi the Killer (Koroshiya 1) de Takashi Miike : Kakihara
- 2002 : La Femme d'eau (Mizu no onna) de Hidenori Sugimori : Yusaku
- 2003 : Dead End Run de Sogo Ishii
- 2003 : Jellyfish (アカルイミライ, Akarui mirai) de Kiyoshi Kurosawa : Mamoru Arita
- 2003 : My Grandpa (Watashi no guranpa) de Yōichi Higashi : S. Nakatos
- 2003 : Last Life in the Universe (เรื่องรัก น้อยนิด มหาศาล, Ruang rak noi nid mahasan) de Pen-ek Ratanaruang : Kenji
- 2003 : Zatoichi (座頭市, Zatōichi) de Takeshi Kitano : Hattori Genosuke
- 2003 : Café Lumière (Kōhī jikō) de Hou Hsiao-hsien : Hajime Takeuchi
- 2003 : Aiden & Titi (Iden & Tity) de Tomorô Taguchi : serveur
- 2004 : Tori (トーリ?) de Tadanobu Asano (court-métrage)
- 2004 : Le Goût du thé (Cha no aji) de Katsuhito Ishii : Ayano Haruno, l'oncle
- 2004 : Vital (Vitâru) de Shin'ya Tsukamoto : Hiroshi Takagi
- 2004 : Survive Style 5+ de Gen Sekiguchi : Aman
- 2005 : The Face of Jizo (Chichi to kuraseba) de Kazuo Kuroki : Kinoshita
- 2005 : La Forêt oubliée (Umoregi) de Kōhei Oguri : San-chan
- 2005 : My God, My God, Why Hast Thou Forsaken Me? (Eri, Eri, rema sabakutani) de Shinji Aoyama : Mizui
- 2005 : Takeshis' de Takeshi Kitano (à confirmer)
- 2005 : Portrait of the Wind (Taga tameni) de Taro Hyugaji : Tamio Murase
- 2005 : Funky Forest: The First Contact (Naisu no mori: The First Contact) de Katsuhito Ishii, Hajime Ishimine et Shin'ichirō Miki : Masaru Tanaka
- 2005 : Rampo Noir (Ranpo jigoku) d'Akio Jissōji, Atsushi Kaneko, Hisayasu Satō et Suguru Takeuchi : détective Kogorô / l'homme / Masaki
- 2005 : Tokyo Zombie (Tōkyō zonbi) de Sakichi Satō : Fujio
- 2006 : Vagues invisibles (Invisible Waves, คำพิพากษาของมหาสมุทร ) de Pen-ek Ratanaruang : Kyoji
- 2006 : Hana (花よりもなほ, Hana yori mo naho) de Hirokazu Kore-eda : Jubei Kanazawa
- 2007 : Sad Vacation de Shinji Aoyama : Kenji Shiraishi
- 2007 : Mongol de Sergueï Bodrov : Temudjin
- 2008 : Kabei, notre mère (母べえ, Kābē?) de Yōji Yamada : Tōru Yamazaki
- 2009 : Villon's Wife (Viyon no tsuma) de Kichitarō Negishi : Otani

##### Années 2010
- 2011 : Thor de Kenneth Branagh : Hogun[3]
- 2012 : Battleship de Peter Berg : Capitaine Yugi Nagata
- 2012 : A Terminal Trust (Tsui no shintaku) de Masayuki Suo : Noriyuki Takai
- 2013 : Thor : Le Monde des ténèbres (Thor: The Dark World) d'Alan Taylor : Hogun
- 2013 : 47 Ronin de Carl Erik Rinsch : Lord Kira
- 2015 : Vers l'autre rive de Kiyoshi Kurosawa : Yûsuke
- 2015 : Haha to kuraseba (母と暮せば?) de Yōji Yamada : Kuroda
- 2016 : Harmonium de Kōji Fukada : Yasaka
- 2016 : Silence de Martin Scorsese : l’interprète des prêtres
- 2017 : Thor : Ragnarok de Taika Waititi : Hogun
- 2017 : Dear Etranger (幼な子われらに生まれ, Osanago warera ni umare?) de Yukiko Mishima : Makoto Tanaka
- 2018 : The Outsider de Martin Zandvliet : Kiyoshi
- 2018 : Kasane de Yūichi Satō : Kingo Habuta
- 2019 : Midway de Roland Emmerich : le contre-amiral Tamon Yamagushi

##### Années 2020
- 2020 : Minamata d'Andrew Levitas : Tatsuo Matsumura
- 2021 : Mortal Kombat de Simon McQuoid : Lord Raiden
- 2021 : Kate de Cédric Nicolas-Troyan : Renji
- 2023 : Kubi de Takeshi Kitano : Kanbei Kuroda
- 2024 : The Women in the Lakes de Tatsushi Ômori : Yu Isami
- 2024 : Broken Rage de Takeshi Kitano : Inoue
- 2025 : Mortal Kombat 2 de Simon McQuoid : Lord Raiden

#### Télévision

##### Séries télévisées
- 1993 : La Cuisine , épisode 24 Fried Dragon Fish de Shunji Iwai (série télévisée) : Natsuro
- 2017 : A Life : Itoshiki Hito (mini-série) : Masao Danjo
- 2017 : Keiji Yugami (mini-série) : Yugami Yukimasa
- 2019 : Idaten : Tokyo Olympics Story (mini-série) : Shojiro Kawashima
- 2020 : Followers : Tamio Mochizuki
- 2023 : Brush Up Like (Burassyu appu raihu) (mini-série) : Takagi
- 2024 : Shōgun : Kashigi Yabushige

### En tant que réalisateur
- 2004 : Tori (トーリ?) (court-métrage)
- 2008 : R246 Story (un des segments)
- 2010 : 42 One Dream Rush (court-métrage)

#### Vie privée
Asano a rencontré la chanteuse de J-pop Chara sur le tournage du film Picnic d' Iwai (1994). Ils se sont mariés en mars 1995 alors que Chara était enceinte de leur premier enfant, une fille nommée Sumire, qui est née le 4 juillet de la même année. En 1999, ils ont eu un fils nommé Himi.
En juillet 2009, Chara a annoncé sur son site Web que le couple divorçait. Elle a obtenu la garde de leurs deux enfants.
En août 2022, Asano a annoncé via ses comptes Twitter et Instagram qu'il avait épousé le mannequin et actrice Kurumi Nakata, qui a dix-huit ans de moins que lui ( née en 1991). Les deux seraient en couple depuis plus de six ans.

## Distinctions

### Récompenses
- Japanese Professional Movie Awards 1997 : meilleur acteur pour Helpless et Focus.
- Hochi Film Awards 2000 : meilleur second rôle masculin pour Tabou et Gojoe, le pont vers l'Enfer[4].
- Mainichi Film Concours 2001 : meilleur acteur pour Tabou, Gojoe, le pont vers l'Enfer et One Step on a Mine, It's All Over[5].
- Asian Film Awards 2017 : Meilleur acteur pour Harmonium[6].
- Golden Globes 2025 : Meilleur acteur dans un second rôle dans une série, une mini-série ou un téléfilm pour Shōgun

### Nominations
- Awards of the Japanese Academy 2004 : meilleur second rôle masculin pour Zatoichi
- Chlotrudis Awards 2005 : meilleur acteur pour Last Life in the Universe